# Quận Pointe Coupee, Louisiana
Pointe Coupee là một quận thuộc bang Louisiana, Hoa Kỳ. Theo ước tính năm 2009, dân số quận này là 22447 người, mật độ 16 người/km².

## Dân số
Biến động dân số qua các từ 1900-2010: